# Nadia Centoni
Nadia Centoni (Barga, 19 giugno 1981) è un'ex pallavolista italiana, nel ruolo di opposto.

## Carriera

### Club
La carriera di Nadia Centoni inizia nel 1994 nell'Olympic Lucca in Prima Divisione, dove resta per due annate. Nella stagione 1996-97 passa alla Fiorentina, in Serie D, mentre in quella successiva è al Pistoia, in Serie B1. Nell'annata 1998-99 fa parte della squadra federale del Club Italia.
Nella stagione 1999-00 viene ingaggiata dalla Sestese, in Serie A2, categoria dove resta anche per il campionato seguente vestendo però la maglia della Promo Firenze di Firenze.
Grazie all'acquisto da parte dell'AGIL di Novara nella stagione 2001-02, esordisce in Serie A1, per poi accasarsi nella stagione 2002-03 al Vicenza. Nell'annata 2003-04 difende i colori del Robursport Pesaro, dove resta per due stagioni, stesso tempo che la lega dall'annata 2005-06 al Club Padova, sempre nella massima divisione italiana.
Nella stagione 2007-08 si trasferisce al RC Cannes, in Pro A: in sette annate di permanenza nel club francese ottiene la vittoria di sette Coppe di Francia e sette scudetti consecutivi, aggiudicandosi per diverse volte il titolo di miglior giocatrice.
Per il campionato 2014-15 si accasa alla squadra turca del Galatasaray, in Voleybol 1. Ligi, restando per tre annate. Nella stagione 2017-18 torna nuovamente alla squadra di Cannes, in Ligue A, con cui conquista la Coppa di Francia; al termine del campionato annuncia il suo ritiro dall'attività agonistica: in tale occasione il RC Cannes ha ritirato il 13, numero di maglia indossato dalla giocatrice.

### Nazionale
Nel 1997 fa parte della nazionale under 18 con cui vince la medaglia di bronzo al campionato mondiale, mentre nel 1998, con quella under 19 conquista la medaglia d'oro al campionato europeo.
Nel 2000 ottiene le prime convocazioni nella nazionale italiana maggiore con cui conquista la medaglia d'argento al World Grand Prix 2004 e al campionato europeo 2005 e quella di bronzo al World Grand Prix 2006: rimane stabilmente in nazionale fino al 2008.
Viene convocata nuovamente in nazionale a partire dal 2014 fino al 2016: l'ultima competizione a cui partecipa con la maglia azzurra sono i Giochi della XXXI Olimpiade, ottenendo, nell'intera carriera, un totale di 315 presenze.

## Vita privata
È sposata con Duccio Ripasarti, ex pallavolista e impiegato negli staff tecnici di società pallavolistiche.

## Palmarès

### Club
- Campionato francese: 7

2007-08, 2008-09, 2009-10, 2010-11, 2011-12, 2012-13, 2013-14
- Coppa di Francia: 8

2007-08, 2008-09, 2009-10, 2010-11, 2011-12, 2012-13, 2013-14, 2017-18

### Nazionale (competizioni minori)
- Campionato mondiale under 18 1997
- Campionato europeo under 19 1998
- Montreux Volley Masters 2004
- Trofeo Valle d'Aosta 2004
- Trofeo Valle d'Aosta 2005
- Montreux Volley Masters 2005
- Montreux Volley Masters 2008

### Premi individuali
- 2010 - Champions League: Miglior attaccante
- 2010 - Ligue A: MVP
- 2011 - Ligue A: MVP
- 2011 - Ligue A: Miglior opposto
- 2012 - Coppa di Francia: MVP
- 2012 - Ligue A: Miglior opposto
- 2013 - Ligue A: Miglior opposto
- 2014 - Ligue A: MVP
- 2014 - Ligue A: Miglior opposto

## Statistiche

### Club
| Stagione | Squadra           | Campionato | Campionato | Campionato | Coppe nazionali | Coppe nazionali | Coppe nazionali | Coppe continentali | Coppe continentali | Coppe continentali | Altre coppe | Altre coppe | Altre coppe | Totale | Totale |
| Stagione | Squadra           | Comp       | Pres       | Punti      | Comp            | Pres            | Punti           | Comp               | Pres               | Punti              | Comp        | Pres        | Punti       | Pres   | Punti  |
| -------- | ----------------- | ---------- | ---------- | ---------- | --------------- | --------------- | --------------- | ------------------ | ------------------ | ------------------ | ----------- | ----------- | ----------- | ------ | ------ |
| 1994-95  | Olympic Lucca     | 1D         | ?          | ?          | -               | -               | -               | -                  | -                  | -                  | -           | -           | -           | ?      | ?      |
| 1995-96  | Olympic Lucca     | 1D         | ?          | ?          | -               | -               | -               | -                  | -                  | -                  | -           | -           | -           | ?      | ?      |
| 1996-97  | Fiorentina        | D          | ?          | ?          | -               | -               | -               | -                  | -                  | -                  | -           | -           | -           | ?      | ?      |
| 1997-98  | Pistoia           | B1         | ?          | ?          | -               | -               | -               | -                  | -                  | -                  | -           | -           | -           | ?      | ?      |
| 1998-99  | Club Italia       | -          | -          | -          | -               | -               | -               | -                  | -                  | -                  | -           | -           | -           | -      | -      |
| 1999-00  | Sestese           | A2         | ?          | ?          | CI-A2           | ?               | ?               | -                  | -                  | -                  | -           | -           | -           | ?      | ?      |
| 2000-01  | Promo Firenze     | A2         | ?          | ?          | CI-A2           | ?               | ?               | -                  | -                  | -                  | -           | -           | -           | ?      | ?      |
| 2001-02  | AGIL              | A1         | 29         | 372        | CI              | 1               | 16              | -                  | -                  | -                  | -           | -           | -           | 30     | 388    |
| 2002-03  | Vicenza           | A1         | ?          | ?          | -               | -               | -               | -                  | -                  | -                  | -           | -           | -           | ?      | ?      |
| 2003-04  | Robursport Pesaro | A1         | 21         | 289        | -               | -               | -               | -                  | -                  | -                  | -           | -           | -           | 21     | 289    |
| 2004-05  | Robursport Pesaro | A1         | 24         | 179        | CI              | 5               | 78              | -                  | -                  | -                  | -           | -           | -           | 29     | 257    |
| 2005-06  | Club Padova       | A1         | 22         | 397        | CI              | 2               | 43              | -                  | -                  | -                  | CdL         | 2           | 44          | 26     | 484    |
| 2006-07  | Club Padova       | A1         | 25         | 351        | CI              | 3               | 47              | -                  | -                  | -                  | CdL         | 1           | 17          | 29     | 415    |
| 2007-08  | RC Cannes         | PA         | ?          | ?          | CF              | ?               | ?               | CL                 | ?                  | ?                  | -           | -           | -           | ?      | ?      |
| 2008-09  | RC Cannes         | PA         | ?          | ?          | CF              | ?               | ?               | CL                 | ?                  | ?                  | -           | -           | -           | ?      | ?      |
| 2009-10  | RC Cannes         | LA         | ?          | ?          | CF              | ?               | ?               | CL                 | ?                  | ?                  | -           | -           | -           | ?      | ?      |
| 2010-11  | RC Cannes         | LA         | ?          | ?          | CF              | ?               | ?               | CL                 | ?                  | ?                  | -           | -           | -           | ?      | ?      |
| 2011-12  | RC Cannes         | LA         | ?          | ?          | CF              | ?               | ?               | CL                 | -                  | -                  | -           | -           | -           | ?      | ?      |
| 2012-13  | RC Cannes         | LA         | ?          | ?          | CF              | ?               | ?               | CL                 | ?                  | ?                  | -           | -           | -           | ?      | ?      |
| 2013-14  | RC Cannes         | LA         | ?          | ?          | CF              | ?               | ?               | CL                 | ?                  | ?                  | -           | -           | -           | ?      | ?      |
| 2014-15  | Galatasaray       | 1.L        | ?          | ?          | -               | -               | -               | -                  | -                  | -                  | -           | -           | -           | ?      | ?      |
| 2015-16  | Galatasaray       | 1.L        | ?          | ?          | CT              | ?               | ?               | CCEV               | ?                  | ?                  | -           | -           | -           | ?      | ?      |
| 2016-17  | Galatasaray       | SL         | ?          | ?          | CT              | ?               | ?               | CCEV               | ?                  | ?                  | -           | -           | -           | ?      | ?      |
| 2017-18  | RC Cannes         | LA         | ?          | ?          | CF              | ?               | ?               | -                  | -                  | -                  | -           | -           | -           | ?      | ?      |